# État au Québec
 (février 2020).

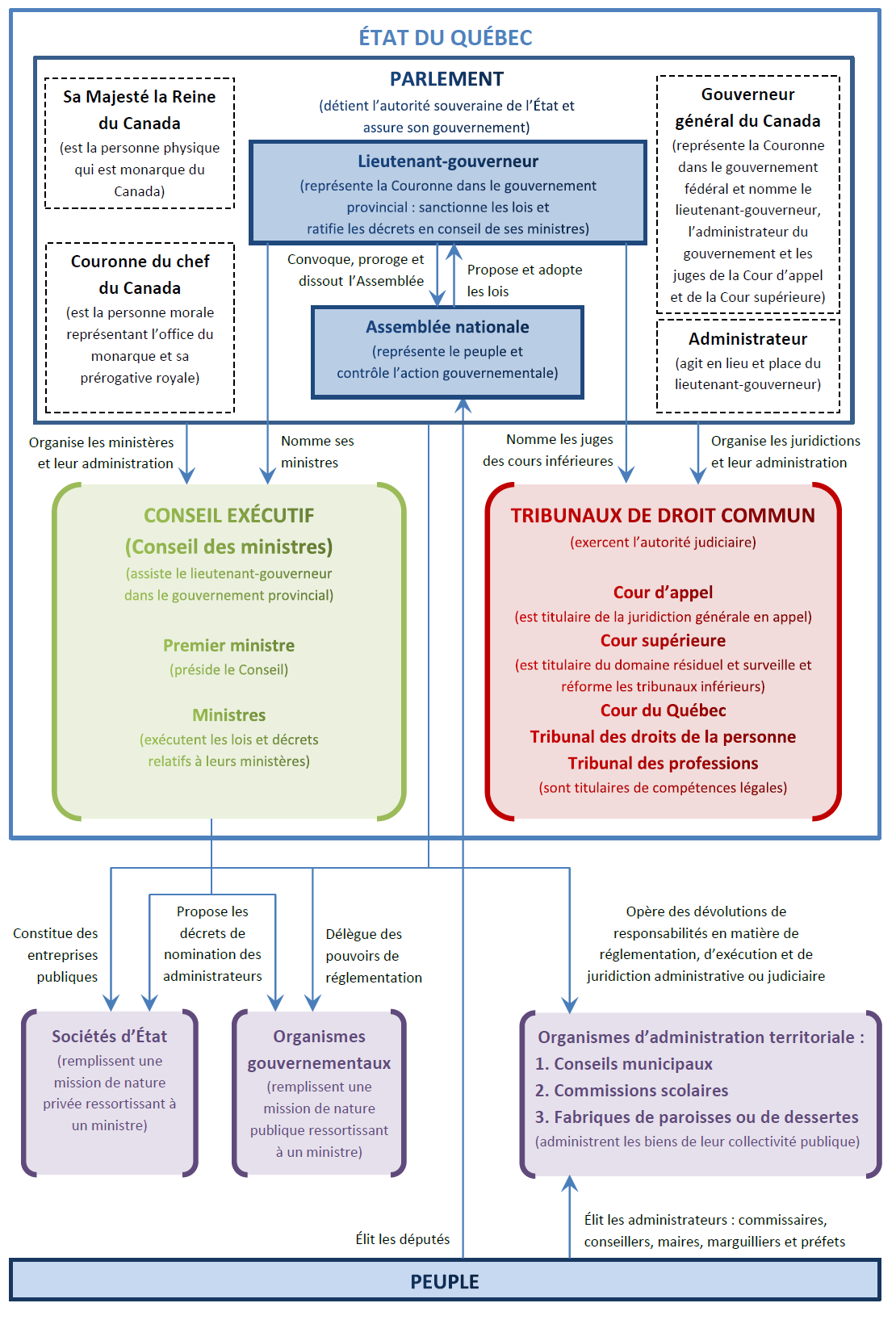
Schéma de l'appareil gouvernemental du Québec.

Au Québec, le mot « État » a deux significations souvent confondues mais en réalité distinctes :
- « L’État » au sens politique du terme qui désigne l'ensemble des pouvoirs publics, exercés par :

1. le Parlement du Québec (pouvoir législatif)
2. le gouvernement du Québec (pouvoir exécutif)
3. les tribunaux de droit commun (pouvoir judiciaire).

- « L’État » au sens administratif du terme. Pour la comptabilité publique, « l’État » désigne une collectivité publique, c'est-à-dire une personne morale de droit public, qui a une dimension nationale contrairement aux collectivités territoriales et qui constitue l'outil administratif dont dispose le pouvoir exécutif incarné par le gouvernement (on dira ainsi que l'État paie des fonctionnaires, finance des projets, passe des contrats, etc.). En tant que collectivité publique, l'État est administré par le Parlement et dirigé par le gouvernement. Son administration est découpée en ministères. Il assure la tutelle des organismes gouvernementaux et sociétés d'État. Il dispose d'une fonction publique.

## Éléments constitutifs
- Un peuple à gouverner
- Une souveraineté en des compétences propres
- Un territoire sur lequel s'appliquent ses lois

Par extension, selon Max Weber, l'État détient le monopole de la contrainte organisée. Ce principe est majeur, car sont éliminées de la définition toutes municipalités, alors dépositaires de l'autorité publique en leur circonscription territoriale et en les seules matières auxquelles se rapportent les compétences qui leur sont dévolues. Cette exclusivité qui est exercée par l'État, au travers de la souveraineté, situe cet appareil sociétal au sommet de la hiérarchie sociale québécoise. En l'occurrence, l'État est l'organe politique commun de la collectivité publique établie sur le territoire québécois.

## Concepts connexes
- Collectivité : Groupe de personnes formant une communauté;
- Communauté : Ensemble dont les éléments sont unis par un même trait.
- Nation : Ensemble d'êtres humains vivant sur un même territoire, ayant une communauté d’origine, d’histoire, de culture, de traditions, de langue, et constituant une communauté politique;
- Pays : Entité géographique considérée du point de vue de la communauté qui la constitue;
- Peuple : Ensemble de personnes;
- Société : Groupe organisé sur la base d'une communauté en vue d'un partage de bénéfices entre tous les éléments.

### Droit constitutionnel
Selon l'Acte de l'Amérique du Nord britannique, texte constitutionnel canadien de 1867, le Canada est composé de « provinces », dont le Québec.
Au sens du droit constitutionnel, le Québec est réellement une province, mais en droit administratif il se désigne souvent comme étant « l'État » ou « le Gouvernement ». Absolument rien n'indique que la désignation d'État en droit administratif est inconstitutionnelle, mais il faut comprendre que le droit administratif dépend du droit constitutionnel, comme d'ailleurs toutes les branches du droit,.

### Droit administratif
Dans les années 1970, sous la pression notamment des ministres Denis Vaugeois et Gérald Godin, mais aussi dans la foulée de tout un mouvement hostile aux symboles monarchiques qui avaient de nombreux adeptes parmi les élus et dans la fonction publique, l'État québécois a délaissé le mot « province » pour se désigner, au profit du mot État.
« Province » est en fait une appellation impropre pour désigner un territoire faisant partie d'une fédération et ayant son propre gouvernement[réf. nécessaire], mais il a été choisi par le gouvernement britannique pour assurer une distinction avec les États des États-Unis[réf. nécessaire]. Le Québec est toutefois la seule province canadienne à avoir évacué cette appellation pour lui-même, assimilant le terme à la notion de colonie[réf. nécessaire].
Dans ses Entretiens, Denis Vaugeois signale que Pierre Elliott Trudeau, premier ministre canadien farouchement opposé au mouvement indépendantiste québécois, se plaisait à adresser ses lettres « au premier ministre de la province de Québec ». « Un jour, j'avais préparé avec Guy Frégault un projet de réponse pour Jean-Jacques Bertrand s'adressant à Pierre Elliott Trudeau, premier ministre du “Dominion du Canada”! M. Bertrand avait bien ri et signé avec joie. »